# Alexandru Curteian
Alexandru Curteian (n. 11 februarie 1974, Chișinău) este un antrenor de fotbal și fost fotbalist profesionist din Republica Moldova. Din 24 septembrie 2014 el este selecționerul echipei naționale de fotbal a Moldovei.
Din octombrie 2011 până în septembrie 2014 Curteian a fost antrenor principal al selecționatei de tineret a Republicii Moldova.
Curteian a debutat ca fotbalist profesionist în Liga Superioară a URSS în 1991 pentru echipa Zimbru Chișinău.
Pe 21 septembrie 2015, Alexandru Curteian și-a dat demisia de la echipa națională.

## Palmares

### Jucător
Zimbru Chișinău
- Divizia Națională

Campion (5): 1992, 1993, 1994, 1995, 1996
Vicecampion (2): 1997, 2001
- Cupa Moldovei:

Finalist: 1995
Widzew Łódź
- Ekstraklasa

Campion (1): 1997
Zenit St. Petersburg
- Cupa Rusiei

Câștigător (1): 1999

### Antrenor
Zimbru Chișinău
- Cupa Moldovei: 2007

### Individual
- Fotbalistul moldovean al anului (2): 1993, 1998

## Legături externe
- All international matches of Alexandru Curteian
- Alexandru Curteian pe national-football-teams.com
- Alexandru Curteian pe transfermarkt
- Alexandru Curteian pe soccerway
- MATCHES played by Moldova national team managed by Alexandru Curteian